# Willy Bogner (azienda)
La Willy Bogner (ragione sociale Willy Bogner GmbH & Co. KGaA), o semplicemente Bogner, è un'azienda tessile produttrice di abbigliamento sportivo con sede a Monaco di Baviera, in Germania.
L'azienda venne fondata nel 1932 dallo sciatore nordico Willy Bogner e fornì i materiali alla nazionale tedesca per i IV Giochi olimpici invernali di Garmisch-Partenkirchen 1936. L'attività della Bogner si interruppe durante la Seconda guerra mondiale, quando Willy Bogner fu richiamato alle armi e cadde prigioniero di guerra. Riprese l'attività dopo la fine del conflitto, nel 1947, e innovò il settore inventando nuovi pantaloni da sci aderenti che furono indossati, tra gli altri, da celebrità quali Marilyn Monroe, Jayne Mansfield e Ingrid Bergman.
Nel 1977, alla morte di Bogner senior, la guida dell'azienda passò al figlio, Willy Bogner junior, ex sciatore alpino di alto livello che già nel 1971 aveva lanciato una propria linea di abbigliamento, arricchendola in seguito con collezioni specifiche per il tennis e per il golf. Nel 1983 allargò le attività dell'azienda nel campo degli occhiali da sole.